# Österrekarne landsfiskalsdistrikt
Österrekarne landsfiskalsdistrikt var 1918-1951 ett landsfiskalsdistrikt i Södermanlands län, bildat när Sveriges indelning i landsfiskalsdistrikt trädde i kraft den 1 januari 1918, enligt beslut den 7 september 1917. När Sveriges nya indelning i landsfiskalsdistrikt trädde i kraft den 1 januari 1952 (enligt kungörelsen 1 juni 1951) upphörde distriktet och dess område blev del av det nya Rekarne landsfiskalsdistrikt.
Landsfiskalsdistriktet låg under länsstyrelsen i Södermanlands län.

## Ingående områden
När Sveriges nya indelning i landsfiskalsdistrikt trädde i kraft den 1 oktober 1941 (enligt kungörelsen den 28 juni 1941) överfördes kommunerna Husby-Rekarne och Näshulta till Västerrekarne landsfiskalsdistrikt. Samtidigt tillfördes kommunerna Fogdö, Helgarö, Härad och Vansö från det upplösta Åkers landsfiskalsdistrikt.

### Från 1918
Österrekarne härad:
- Barva landskommun
- Hammarby landskommun
- Husby-Rekarne landskommun
- Jäders landskommun
- Kjula landskommun
- Näshulta landskommun
- Stenkvista landskommun
- Sundby landskommun
- Vallby landskommun
- Ärla landskommun

### Från 1 oktober 1941
Åkers härad:
- Fogdö landskommun
- Helgarö landskommun
- Härads landskommun
- Vansö landskommun

Österrekarne härad:
- Barva landskommun
- Hammarby landskommun
- Jäders landskommun
- Kjula landskommun
- Stenkvista landskommun
- Sundby landskommun
- Vallby landskommun
- Ärla landskommun